# Linia kolejowa Krośniewice – Krzewata
Linia kolejowa Krośniewice – Krzewata – zlikwidowana linia kolejowa wąskotorowa łącząca stację Krośniewice ze stacją Krzewata.

## Historia
Linia została otwarta w 1915 roku. Rozstaw szyn wynosił 600 mm. Pomiędzy rokiem 1953 a 1955 rozstaw szyn zwiększono do 750 mm. W 1993 roku linię fizycznie rozebrano.